# ویتروویوس (دهانه)
ویتروویوس یک دهانه برخوردی در ماه‌ است.

## دهانه‌های اقماری
این دهانه ۶ دهانه اقماری دارد.
| Vitruvius | عرض جغرافیایی | طول جغرافیایی | قطر          |
| --------- | ------------- | ------------- | ------------ |
| B         | ۱۶.۴° N       | ۳۳.۰° E       | ۱۸.۰ کیلومتر |
| G         | ۱۳.۹° N       | ۳۴.۶° E       | ۶.۰ کیلومتر  |
| H         | ۱۶.۴° N       | ۳۳.۹° E       | ۲۲.۰ کیلومتر |
| M         | ۱۶.۱° N       | ۳۱.۵° E       | ۵.۰ کیلومتر  |
| L         | ۱۹.۰° N       | ۳۰.۷° E       | ۶.۰ کیلومتر  |
| T         | ۱۷.۱° N       | ۳۳.۲° E       | ۱۵.۰ کیلومتر |